# Tetrastichus albitarsis
Tetrastichus albitarsis är en stekelart som beskrevs av Kostjukov 1995. Tetrastichus albitarsis ingår i släktet Tetrastichus och familjen finglanssteklar. Inga underarter finns listade i Catalogue of Life.